# Ștefănești, Zastavna
Ștefănești (în ucraineană Степанівка, transliterat: Stepanivka) este un sat în raionul Zastavna din regiunea Cernăuți (Ucraina), depinzând administrativ de comuna Prelipcea. Are 101 locuitori, preponderent  ucraineni (ruteni).
Satul este situat la o altitudine de 299 metri, în partea de nord-vest a raionului Zastavna.

## Istorie
Localitatea Ștefănești a făcut parte încă de la înființare din regiunea istorică Bucovina a Principatului Moldovei. În ianuarie 1775, ca urmare a atitudinii de neutralitate pe care a avut-o în timpul conflictului militar dintre Turcia și Rusia (1768-1774), Imperiul Habsburgic (Austria de astăzi) a primit o parte din teritoriul Moldovei, teritoriu cunoscut sub denumirea de Bucovina. După anexarea Bucovinei de către Imperiul Habsburgic în anul 1775, localitatea Ștefănești a făcut parte din Ducatul Bucovinei, guvernat de către austrieci, făcând parte din districtul Zastavna (în germană Zastawna).
După Unirea Bucovinei cu România la 28 noiembrie 1918, satul Ștefănești a făcut parte din componența României, în Plasa Nistrului a județului Cernăuți. Pe atunci, majoritatea populației era formată din ucraineni, existând și o comunitate de români. În perioada interbelică a funcționat linia de cale ferată Ștefănești – Babin spre Jasieniów Polny, exploatată conform convenției dintre C.F.R și C.F. Polone .
Ca urmare a Pactului Ribbentrop-Molotov (1939), Bucovina de Nord a fost anexată de către URSS la 28 iunie 1940, reintrând în componența României în perioada 1941-1944. Apoi, Bucovina de Nord a fost reocupată de către URSS în anul 1944 și integrată în componența RSS Ucrainene.
Începând din anul 1991, satul Ștefănești face parte din raionul Zastavna al regiunii Cernăuți din cadrul Ucrainei independente. Conform recensământului din 1989, din cei 85 de locuitori ai satului, 84 s-au declarat de etnie craineană și unul singur de etnie rusă . În prezent, satul are 101 locuitori, preponderent ucraineni.

## Demografie
Componența lingvistică a localității Ștefănești
     Ucraineană (100%)
Conform recensământului din 2001, toată populația localității Ștefănești era vorbitoare de ucraineană (100%).
1989: 85 (recensământ)
2007: 101 (estimare)